# Dampierre-en-Yvelines
Dampierre-en-Yvelines (dɑ̃.pjɛ.ʁ‿ɑ̃.n‿i.vlinⓘ) es una población y comuna francesa, en la región de Isla de Francia, departamento de Yvelines, en el distrito de Rambouillet y cantón de Chevreuse.
Su población en el censo de 1999 era de 1.051 habitantes, incluyendo 101 habitantes de la commune associée de Maincourt-sur-Yvette.
No está integrada en ninguna Communauté de communes.

## Demografía
| 591 | 601 | 740 | 999 | 1030 | 1051 |
| Para los censos de 1962 a 1999 la población legal corresponde a la población sin duplicidades (Fuente: INSEE [Consultar]) |     |     |     |      |      |